# XXX (album, Asia)
XXX je třinácté studiové album britské rockové superskupiny Asia. Album poprvé vyšlo pouze v Evropě 29. června 2012, následovalo vydání ve Spojeném království 2. července a v Severní Americe 3. července. Název označuje v římských číslicích třicáté výročí od vydání prvního alba skupiny. Autorem obalu alba je Roger Dean.

## Seznam skladeb
| Pořadí         | Název               | Autor                | Délka |
| -------------- | ------------------- | -------------------- | ----- |
| 1.             | Tomorrow the World  | Wetton, Downes       | 6:47  |
| 2.             | Bury Me in Willow   | Wetton, Downes       | 6:01  |
| 3.             | No Religion         | Wetton, Downes, Howe | 6:36  |
| 4.             | Faithful            | Wetton, Downes       | 5:37  |
| 5.             | I Know How You Feel | Wetton, Downes       | 4:53  |
| 6.             | Face on the Bridge  | Wetton, Downes       | 5:59  |
| 7.             | Al Gatto Nero       | Wetton, Downes       | 4:36  |
| 8.             | Judas               | Wetton, Downes, Howe | 4:43  |
| 9.             | Ghost of a Chance   | Wetton, Downes       | 4:21  |
| Celková délka: | Celková délka:      | Celková délka:       | 49:33 |

## Obsazení
- Geoff Downes – klávesy
- Steve Howe – kytara
- Carl Palmer – bicí, perkuse
- John Wetton – baskytara, zpěv